# Кулминација
Кулминација (лат. culminatio) је првенствено астрономски пролазак звезде кроз меридијан (подневак) неког места. Фигуративно гледано, то је највиша тачка у развитку нечега, врхунац (кап која је прелила чашу).
Горња кулминација је проналазак неког небеског тела кроз подневак одређеног места изнад хоризонта (видика).
Доња кулминација је проналазак неког небеског тела кроз подневак неког места испод хоризонта.
Појам кулминација такође може и да се односи и на књижевни термин (драмске етапе) и тада представља врхунац драме.